# Leflunomide
Il leflunomide è un composto dotato di proprietà immunosoppressive ed anti-infiammatorie. Chimicamente è un'aramide (carbossammide aromatica). Si trova in commercio col nome di Arava.
Appartiene alla categoria dei farmaci antireumatici noti come "farmaci antireumatici modificanti la malattia" o DMARDs (Disease Modifying Anti-Rheumatic Drugs). Possiede un profilo unico di specificità associato alle sue capacità immunomodulatorie.

## Meccanismo d'azione
Originariamente, il leflunomide fu sviluppato come potenziale farmaco antileucemico per le leucemie dei linfociti B. Il suo bersaglio primario fu infatti riconosciuto essere la tirosin-chinasi di Bruton (BTK, Bruton's tyrosine kinase), specificamente espressa in questa linea cellulare. In seguito, accidentalmente, fu verificato che possedeva interessanti proprietà sui fenomeni infiammatori. Era capace, infatti, di indurre la remissione quasi completa di pazienti affetti da artrite reumatoide (RA) in stadio avanzato, portando alla quasi normalizzazione di parecchi parametri di flogosi.
Approfondendo le sue azioni cellulari, si arrivò a scoprire che il leflunomide veniva metabolizzato per dare il prodotto 2-ciano-3-idrossi-N-(4-trifluorometilfenil)-butenamide, ribattezzato A77 1726. Questo derivato aperto della sua struttura interferiva con la sintesi delle pirimidine per il blocco non-competitivo dell'enzima diidro-orotato deidrogenasi (DHODH); infatti quasi tutta la sua citotossicità veniva eliminata con l'aggiunta di uridina alle colture cellulari o somministrata agli animali del modello sperimentale.
Ma le sorprese non finiscono qui. Alcuni studi pubblicati alcuni anni fa hanno dimostrato sperimentalmente che il metabolita attivo induce apoptosi nei mastociti isolati dalle sinovie RA attraverso un antagonismo verso la via della chinasi attivata dai fosfoinositidi (PI-3K) e verso il fattore di trascrizione delle catene anticorpali leggere κ (NF-κB). Siccome le mastcellule sono una componente abbondante ed attiva nelle lesioni flogistiche dei pazienti con RA, tale scoperta ha fatto concentrare gli sforzi nel delucidare tutte le possibili angolature d'azione di questa molecola. Addizionalmente esso riduce l'espressione della metalloproteinasi 1 (MMP-1), un enzima che degrada la matrice extracellulare durante le flogosi e delle interleuchine 1 e 6 (IL-1 ed IL-6), note citochine pro-infiammatorie.

## Indicazioni elettive
- Artrite reumatoide
- Artrite psoriasica in fase attiva (in associazione al metotrexato)

## Studi recenti
Pur essendo utilizzato per il trattamento dell'artrite reumatoide, il Leflunomide può anche inibire la crescita del melanoma maligno, una forma mortale di cancro della pelle, secondo una nuova ricerca guidato dall'Università di East Anglia (UAE) nel Regno Unito e dal Children's Hospital di Boston nel Usa. Si tratta di una scoperta piuttosto importante se si pensa che, secondo recenti rilevazioni epidemiologiche, l'incidenza del melanoma è in costante aumento e superiore a qualsiasi altra forma di tumore maligno; in Italia, ad esempio, nei primi anni 90 l'incidenza annuale era di circa 4 nuovi casi ogni 100 000 abitanti, mentre attualmente la stima è di circa 10 nuovi casi ogni 100 000 abitanti.

## Controindicazioni
Immunodeficienza grave; infezioni gravi; insufficienza epatica; gravidanza; allattamento.

## Effetti indesiderati
Diarrea, nausea, vomito, anoressia ed astenia sono i più comuni e di più rapida comparsa. Seguono cefalea, eczema, parestesie, rash cutaneo, orticaria, alopecia, anemia, eosinofilia ed alterazioni dei parametri epatici. Sono inoltre riportati casi di anafilassi, malattia polmonare interstiziale, fenomeni vasculitici, ipokaliemia ed ipofosfatemia.